# The Golden History
| Оценки критиков | Оценки критиков |
| Источник        | Оценка          |
| --------------- | --------------- |
| Billboard Japan | Положительн.    |

«The Golden History» (яп. ザ・ゴールデン・ヒストリー) — 16-й сингл японской идол-группы Momoiro Clover Z на мейджор-лейбле. Вышел в Японии 7 сентября 2016 года.
Это был первый и единственный сингл, который группа выпустила в 2016 году.
Видеоклип к заглавной песней был снят режиссёром Мачацугу Нагасое в стиле скрытой камеры, в один дубль. С участницами группы не проводилось никаких предварительных встреч. Они приехали на место съёмок, не зная, что будет сниматься видеоклип. Когда они прибыли на площадку, при уже включенных камерах известный ведущий японских телевикторин Акира Фукудзава (яп. 福澤朗) объявил о том, что это съемки клипа, и далее они следовали его инструкциям Также в съёмках принял участие японский комик Корокке (яп. コロッケ) в образе японской певицы Хироми Ивасаки (то есть переодетый в платье).

## Список композиций

### Лимитированное издание A
| №  | Название                                          | Длительность |
| -- | ------------------------------------------------- | ------------ |
| 1. | «The Golden History» (ザ・ゴールデン・ヒストリー) | 5:03         |
| 2. | «Decoration» (DECORATION)                         | 4:36         |
| 3. | «Hanabi»                                          | 5:00         |

| №  | Название                                   | Длительность |
| -- | ------------------------------------------ | ------------ |
| 1. | «The Golden History» (music video)         |              |
| 2. | «The Golden History» (music video offshot) |              |

### Лимитированное издание B
| №  | Название                                         | Длительность |
| -- | ------------------------------------------------ | ------------ |
| 1. | «The Golden History»                             | 5:03         |
| 2. | «Decoration»                                     | 4:36         |
| 3. | «Shin Ruka Han Ruka» (伸ルカ反ルカ (яп. {{{2}}}) | 4:46         |

| №  | Название                           | Длительность |
| -- | ---------------------------------- | ------------ |
| 1. | «Decoration» (music video)         |              |
| 2. | «Decoration» (music video offshot) |              |

### Обычное издание
| №  | Название             | Длительность |
| -- | -------------------- | ------------ |
| 1. | «The Golden History» | 5:03         |
| 2. | «Decoration»         | 4:36         |
| 3. | «Shin Ruka Han Ruka» | 4:46         |

## Чарты
| Чарт (2016)                          | Наив. поз. |
| ------------------------------------ | ---------- |
| Япония (Oricon Weekly Singles Chart) | 2          |